# Коронеос, Панос
Панос Коронеос (греч. Πάνος Κορωναίος; 1809, Китира — 17 января 1899, Афины) — греческий офицер, один из командиров Греческого легиона русской армии в годы Крымской войны, впоследствии генерал греческой армии и военный министр Греции.

## Биография

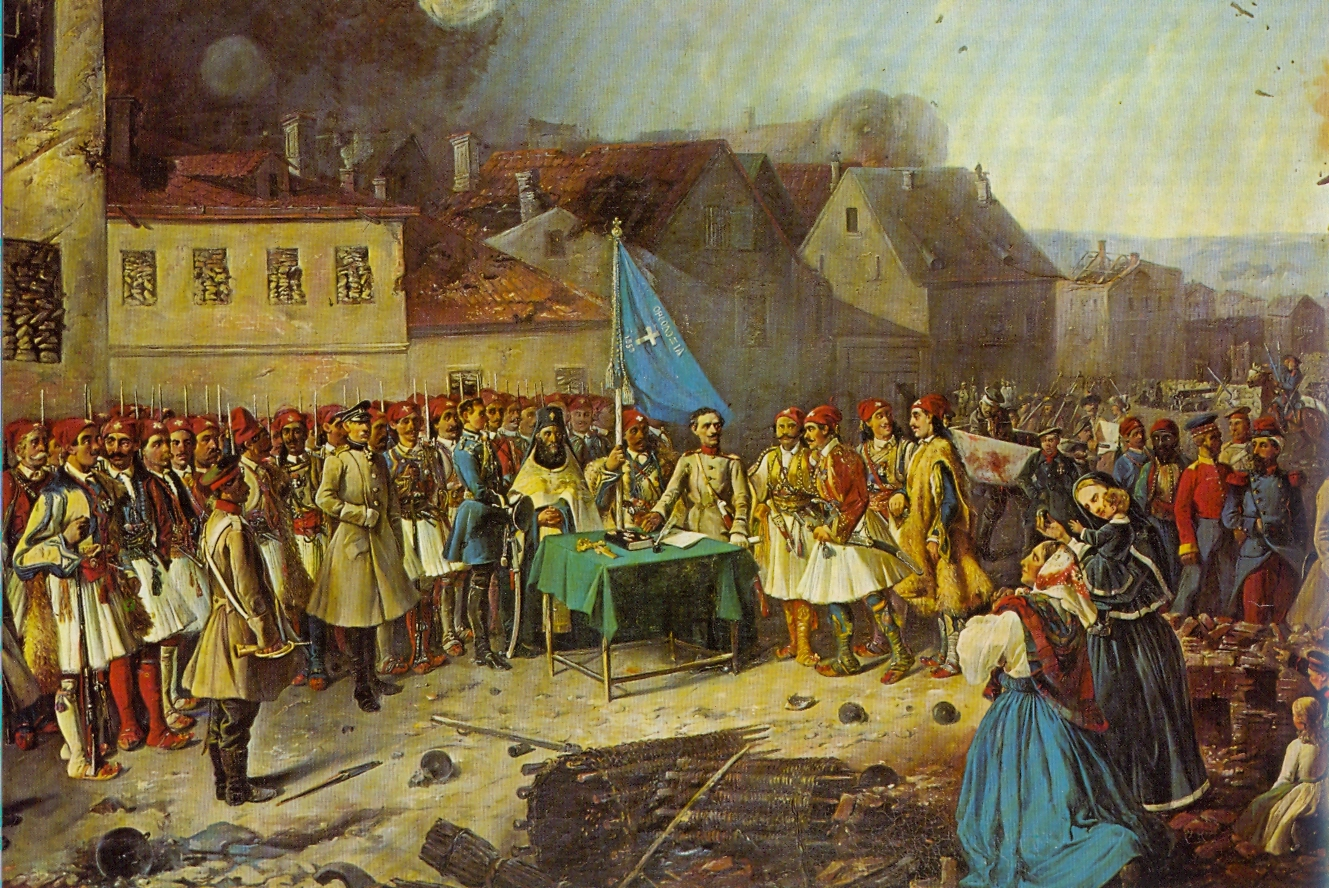
Коронеос с Греческим легионом во время обороны Севастополя

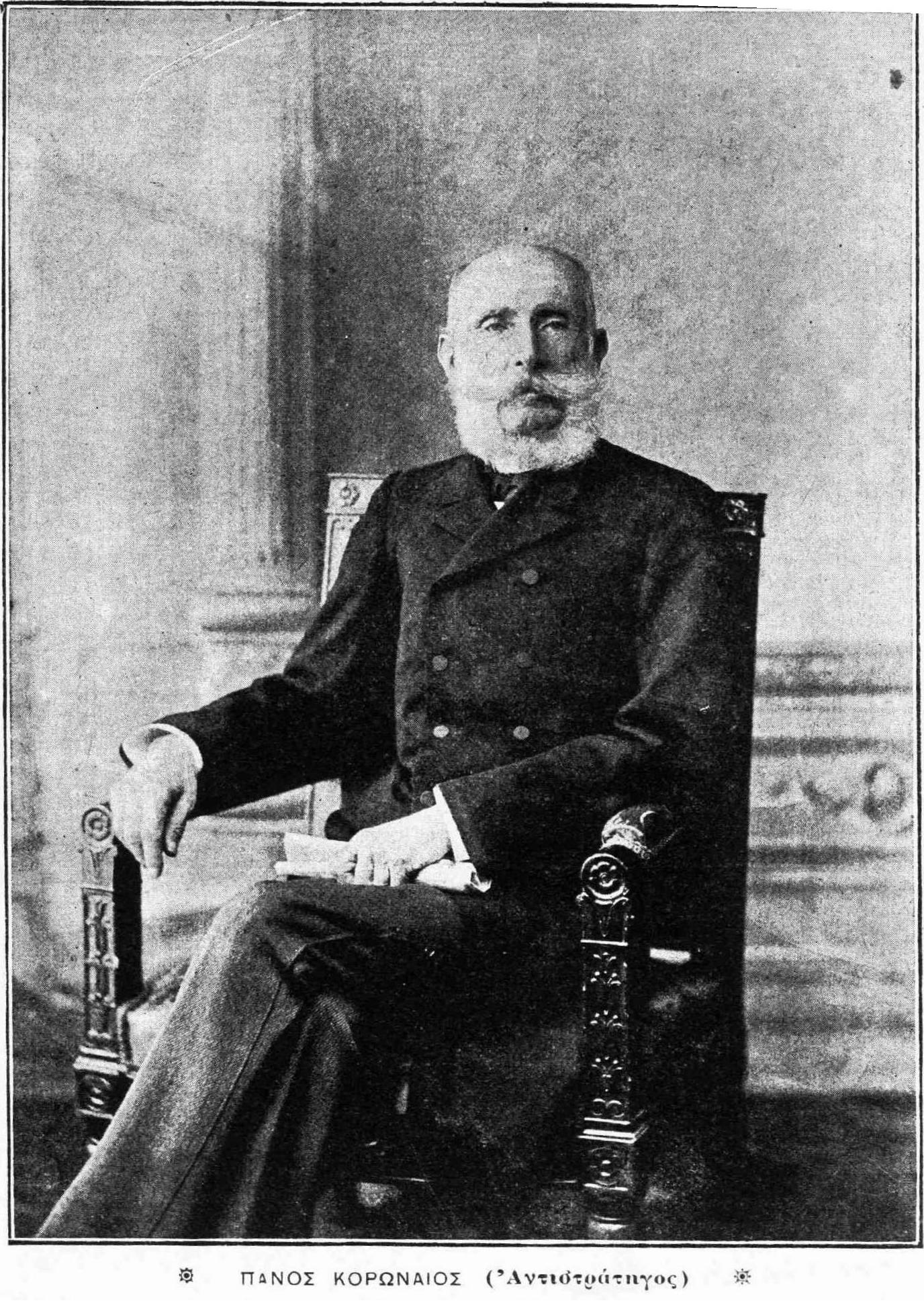
Генерал Панос Коронеос в преклонном возрасте

Коронеос родился в 1809 году на острове Китира, бывшего тогда под британским контролем.
В июле 1831 года был в числе первых 8 младших лейтенантов, выпускников офицерского училища, учреждённого И. Каподистрией и погоны получил из рук самого Каподистрии.
В 1844 году, при короле Оттоне, в звании лейтенанта служил в артиллерии.
С началом Крымской войны, вместе с сотнями греческих добровольцев, вступил в Греческий легион императора Николая I и принял участие в обороне Севастополя.
В мае 1861 года, уже в звании полковника, был обвинён в заговоре против баварской монархии короля Оттона и заключён в тюрьму. 31 января был освобождён восставшими в Навплионе офицерами. 21 мая 1862 года королевские войска нанесли восставшим поражение. В ходе боя восставшие потеряли 90 человек убитыми, Коронеос получил ранение и был взят в плен.
После революции 1862 года, Коронеос стал членом Национального собрания. В мае 1863 года Коронеос стал военным министром, но не успел принять дела, поскольку начавшиеся военные столкновения в Афинах продолжались до 21 июня. Порядок был восстановлен после принятия Конституции 1864 года и Коронеос вновь стал военным министром в кабинете министров Константина Канариса 1864 года.
В октябре 1866 года повстанцы острова Крит нанесли поражение турко-египтянам при Врисес. Генерал-майор Коронеос и полковник Иоаннис Зимвракакис отправились на помощь повстанцам, во главе 800 добровольцев. После поражения при Вафе и прибытия новых добровольцев, в числе которых были гарибальдийцы и другие филэллины, повстанцы приняли решение 12 [24] октября продолжить борьбу. 45 тысяч турок и египтян сконцентрировали своё наступление на штаб Коронеоса в монастыре Аркадион. Оставшиеся в монастыре 400 повстанцев, после 2-дневного боя, взорвали пороховой погреб и погребли под обломками себя, находившихся там женщин и детей и 450 турок вступивших в монастырь. Коронеос, Зимвракакис и Коракас продолжили партизанскую войну.
При премьер-министреХ. Трикуписе и в звании генерала, Коронеос был послан 1883 году во главе военной миссии во Францию, для наблюдения за военными учениями и для подготовки реформы в греческой армии.
После «трагической-комедии» греко-турецкой войны 1897 года и подозрительной роли греческого королевского двора в ней, Коронеос, уже в преклонном возрасте, открыто выступил с предложением упразднения монархии и установления Республики
Умер генерал Панос Коронеос в Афинах 17 января 1899 года.